# Darlanne Fluegel
Darlanne Fluegel (Wilkes-Barre, Pennsylvania, 1953. november 25. – Orlando, Florida, 2017. december 15.) amerikai színésznő, modell, filmproducer és egyetemi professzor.

## Filmográfia

### Film
| Év   | Magyar cím                                   | Eredeti cím                  | Szerep                         | Magyar hang       |
| ---- | -------------------------------------------- | ---------------------------- | ------------------------------ | ----------------- |
| 1978 | Laura Mars szemei                            | Eyes of Laura Mars           | Lulu                           |                   |
| 1980 | Csata a csillagokon túl                      | Battle Beyond the Stars      | Nanelia                        | Rudolf Teréz      |
| 1983 |                                              | The Last Fight               | Sally                          |                   |
| 1984 | Volt egyszer egy Amerika                     | Once Upon a Time in America  | Eve                            | Vándor Éva        |
| 1984 | Volt egyszer egy Amerika                     | Once Upon a Time in America  | Eve                            | Solecki Janka     |
| 1985 | Élni és meghalni Los Angelesben              | To Live And Die In L.A.      | Ruth Lanier                    | Bánsági Ildikó    |
| 1986 | Rémült rohanás                               | Running Scared               | Anna Costanzo                  | Kiss Mari         |
| 1986 | Rémült rohanás                               | Running Scared               | Anna Costanzo                  | Létay Dóra        |
| 1986 | Rémült rohanás                               | Running Scared               | Anna Costanzo                  | Orosz Helga       |
| 1986 | Kemény fickók                                | Tough Guys                   | Skye                           | Pálos Zsuzsa      |
| 1988 | Golyófogó                                    | Bulletproof                  | Devon Shepard százados         |                   |
| 1988 |                                              | Deadly Stranger              | Peggy Martin                   |                   |
| 1988 | Autópálya                                    | Freeway                      | Sarah 'Sunny' Harper           | Farkasinszky Edit |
| 1989 | A bosszú börtönében                          | Lock Up                      | Melissa                        | Spilák Klára      |
| 1990 |                                              | Fatal Sky                    | Phyllis 'Bird' McNamara        |                   |
| 1992 | Kedvencek temetője 2.                        | Pet Sematary Two             | Renee Hallow                   | Tallós Rita       |
| 1993 | Őrült hajlam (Ártatlanok mészárlása)         | Slaughter of the Innocents   | Susan Broderick                | Molnár Zsuzsa     |
| 1993 | Őrült hajlam (Ártatlanok mészárlása)         | Slaughter of the Innocents   | Susan Broderick                | Zakariás Éva      |
| 1994 | Scanner Cop – A zsaru, aki előtt nincs titok | Scanner Cop                  | Dr. Joan Alden                 | Vándor Éva        |
| 1994 | Sztriptízgyilkos                             | Breaking Point               | Dana Preston / Molly Carpenter | Prókai Annamária  |
| 1994 | Rejtélyes félelem                            | Relative Fear                | Linda Pratman                  | Györgyi Anna      |
| 1996 | Darkman 3.                                   | Darkman III: Die Darkman Die | Dr. Bridget Thorne             | Simon Mari        |
| 2010 |                                              | Land of the Rising Fastball  | filmproducer                   |                   |

### Televízió
| Év        | Magyar cím         | Eredeti cím               | Szerep                      | Megjegyzések                                |
| --------- | ------------------ | ------------------------- | --------------------------- | ------------------------------------------- |
| 1984      | Az igazi szenzáció | Concrete Beat             | Stephanie                   | tévéfilm                                    |
| 1985      | MacGyver           | MacGyver                  | Barbara Spencer             | - 1 epizód - magyar hangja: - Földesi Judit |
| 1986      | Alkonyzóna         | The Twilight Zone         | anya                        | 1 epizód                                    |
| 1986      |                    | Alfred Hitchcock Presents | Zoe                         | 1 epizód                                    |
| 1986–1987 |                    | Crime Story               | Julie Torello               | főszereplő 1. évad (11 epizód)              |
| 1990      |                    | Wiseguy                   | Lacey                       | visszatérő szereplő (5 epizód)              |
| 1990–1991 |                    | Hunter                    | Joanne Molenski rendőrtiszt | főszereplő 7. évad (121 epizód)             |
| 1994      | Halj meg velem!    | Come Die with Me          | Pat Chambers                | - tévéfilm - magyar hangja: - Götz Anna     |